# Max Herbrechter

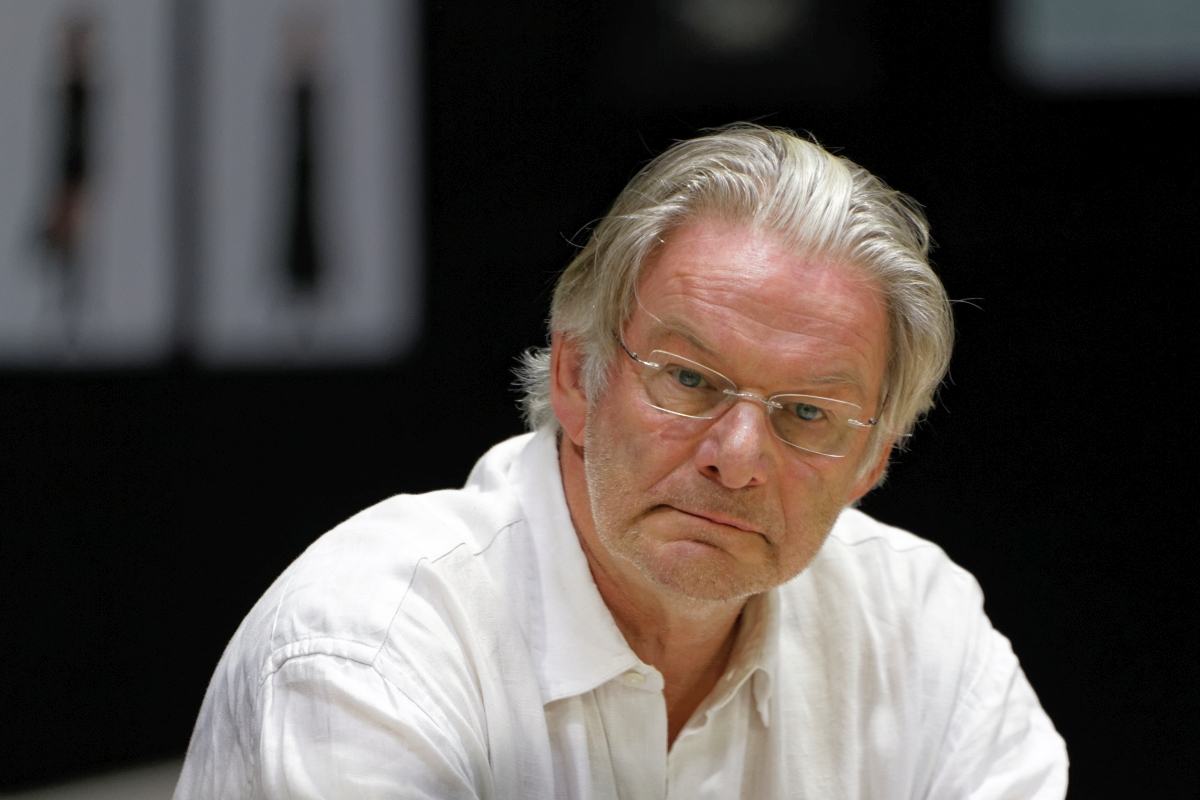
Max Herbrechter (2023)

Max Herbrechter (* 12. März 1958 in Dortmund) ist ein deutscher Schauspieler und Kabarettist.

## Leben

### Ausbildung und Theater
Max Herbrechter absolvierte von 1981 bis 1985 seine Schauspielausbildung an der Folkwang Hochschule in Essen. Er spielte dann zunächst Theater und trat mit verschiedenen Kabarett-Programmen öffentlich auf. 1990 präsentierte er sein eigenes Solo-Programm Die Goldene Ente beim Satirefest des SFB in Berlin. Von 1992 bis 1997 war er mit der Stand-up Comedy S.O.S.-Mayday auf Tournee. 
1995 gastierte er am Residenztheater München in dem Theaterstück Die Schattenlinie von Tankred Dorst unter der Regie von Klaus Emmerich. In der Spielzeit 2000/01 stand er, ebenfalls unter der Regie von Klaus Emmerich, als Randle P. McMurphy in dem Theaterstück Einer flog über das Kuckucksnest von Dale Wasserman wieder auf der Bühne des Bayerischen Staatsschauspiels.
2002 spielte er am „Theaterhaus am Park“ in Hamburg unter der Regie von Julia von Sell mit Charlotte Schwab und Dominique Horwitz in dem Stück Alles im Garten. 2005 trat er an der Komödie Winterhuder Fährhaus in dem tragikomischen Einpersonenstück Haus, Frauen, Sex von Margit Schreiner auf. In der Spielzeit 2007/08 war am Theater an der Kö in Düsseldorf unter der Regie von René Heinersdorff neben Ute Willing und Klaus Zmorek in der Theaterfarce Die Grönholm-Methode zu sehen.
2023 trat er bei den Bad Hersfelder Festspielen, an der Seite von Charlotte Schwab in der Titelrolle, als Lears Freund Graf Gloucester in der Tragödie König Lear (Regie: Tina Lanik) von William Shakespeare auf.

### Fernsehen
Erste Erfahrungen vor der Kamera machte Herbrechter 1983 in einer winzigen Nebenrolle in der ZDF-Familienserie Diese Drombuschs. Ab Anfang der 1990er Jahre begann seine Karriere im deutschen Fernsehen. Herbrechter übernahm in den folgenden 30 Jahren mehrere durchgehende Serienrollen, wiederkehrende Episodenrollen und auch Gastrollen. Mittlerweile hat Herbrechter in fast 170 Film- und TV-Produktionen mitgewirkt. 
Seine erste „richtige“ Fernsehrolle hatte er 1990 in der Fernsehserie Rote Erde. 1994 übernahm er in der TV-Serie Diese Drombuschs die Rolle des Umweltaktivisten Holger Kretschmar.
Von 1997 bis 1999 war er in der Rolle des Dr. Tom Korbacher in der ARD-Fernsehreihe Ärzte. Von 1999 bis 2003 spielte er als Sebastian Coutré die Rolle von Janas Vater in der Kinderserie Die Pfefferkörner. In der ARD-Serie Der Winzerkönig spielte er von 2008 bis 2010 in drei Staffeln und 26 Folgen den gerissenen und erfolgsbesessenen Juristen Andreas Koblenz. Das ZDF besetzte Herbrechter 2008 in dem Fernsehfilm Zerrissene Herzen aus der Fernsehreihe Im Tal der wilden Rosen.
Seit 2016 gehört er als Dezernatsleiter Tomislav Kovacić zur Stammbesetzung der ARD-Krimireihe Der Kroatien-Krimi. 2018/19 verkörperte Herbrechter die Rolle des Bergbauern Lorenz Huber in der TV-Reihe Daheim in den Bergen. Seit 2020 spielt er in der TV-Reihe Anna und ihr Untermieter neben Katerina Jacob, Herbert Knaup und Ernst Stötzner die Nebenrolle des Ordnungsamts-Beamten Klaus Schneider – ein Freund der Familie.
In der Mini-Serie Davos 1917 (2023) war er, an der Seite von Jeanette Hain, als deutscher Konsul Ole zu Esteburg zu sehen. In der ARD-Degeto-Krimireihe Die Toten am Meer steht Herbrechter seit 2023 als Husumer Kripo-Chef Bergmann vor der Kamera.
Im Erzgebirgskrimi – Mord auf dem Jakobsweg (2024) spielte er den tatverdächtigen Benedict Wagner, der RacheRache, will, da sein Sohn bei einem vertuschten Unfall auf dem Gelände des Sägewerkbesitzers Matthias Langer (Wanja Mues) zu Tode kam.

### Kino
Herbrechter war auch in einigen Kinofilmen zu sehen. Für das Kino stand er u. a. unter der Regie von Miguel Alexandre, Nicolette Krebitz, Ulrike Grote, Christoph Schaub, Mike Marzuk, Pia Strietmann, Vanessa Jopp, Ali Samadi Ahadi und Sebastian Hilger vor der Kamera. 
2000 spielte er mit Gregor Törzs in dem Filmdrama Gran Paradiso. 2007 war er in dem Drama Das Herz ist ein dunkler Wald von Nicolette Krebitz zu sehen. 2009 drehte er unter der Regie von Christoph Schaub die Komödie Giulias Verschwinden, die im Februar 2010 in die Kinos kam. Ab Februar 2010 war er als Nicks Vater in dem Jugendmusical Rock It! zu sehen. 
In dem Science-Fiction- und Mystery-Film Wir sind die Flut (2016) spielte er, an der Seite von Max Mauff, die Rolle des Doktorvaters „Professor Feuerstein“.

## Filmografie (Auswahl)
- 1990: Rote Erde (TV-Serie, vier Folgen)
- 1991: Tatort: Bis zum Hals im Dreck (TV-Reihe)
- 1992: Tatort: Der Mörder und der Prinz (TV-Reihe)
- 1993: Freunde fürs Leben (TV-Serie, zwei Folgen)
- 1993: Auf eigene Gefahr (TV-Serie, 11 Folgen)
- 1994: Diese Drombuschs (TV-Serie, sechs Folgen)
- 1994: Die Männer vom K3 (TV-Serie, eine Folge)
- 1995: Großstadtrevier (TV-Serie, eine Folge)
- 1995: Tatort: Herz As (TV-Reihe)
- 1997: Zwei Engel mit vier Fäusten (TV-Serie)
- 1997: Polizeiruf 110: Gänseblümchen (TV-Reihe)
- 1996: Adelheid und ihre Mörder (TV-Serie, Folge Liebe, Tod und Leidenschaft)
- 1997–1999: Ärzte (TV-Reihe)
- 1997–2004: Geschichten aus dem Leben (TV-Serie, fünf Folgen)
- 1998: Lisa Falk – Eine Frau für alle Fälle (TV-Serie, eine Folge)
- 1999: Männer und andere Katastrophen (TV-Film)
- 1999–2003: Die Pfefferkörner (TV-Serie, sechs Folgen)
- 2000: Gran Paradiso
- 2000: Tatort: Quartett in Leipzig (TV-Reihe)
- 2001: Tatort: Bienzle und der Todesschrei (TV-Reihe)
- 2001: Ritas Welt (Fernsehserie, Folge Frikadellenkrieg)
- 2002: Aus lauter Liebe zu Dir (TV-Film)
- 2002–2007: Alarm für Cobra 11 – Die Autobahnpolizei (TV-Serie, zwei Folgen)
- 2003: Wilsberg: Wilsberg und der stumme Zeuge (TV-Reihe)
- 2003: Lottoschein ins Glück (TV-Film)
- 2003: Ein starkes Team: Kollege Mörder (TV-Reihe)
- 2004: Wie erziehe ich meine Eltern? (TV-Serie)
- 2004: Im Zweifel für die Liebe (TV-Film)
- 2005: Einsatz in Hamburg – Superzahl: Mord (TV-Reihe)
- 2005–2007: Doppelter Einsatz (TV-Serie, fünf Folgen)
- 2006: Tatort: Das verlorene Kind (TV-Reihe)
- 2006: Tatort: Pauline (TV-Reihe)
- 2007: Der Dicke (TV-Serie, eine Folge)
- 2007: Das Herz ist ein dunkler Wald
- 2007–2012: Der Staatsanwalt (TV-Serie, drei Folgen)
- 2008: Im Tal der wilden Rosen – Zerrissene Herzen (TV-Reihe)
- 2008: Was wenn der Tod uns scheidet?
- 2008–2012: Der Winzerkönig (TV-Serie, 26 Folgen)
- 2008–2012: Notruf Hafenkante (TV-Serie, zwei Folgen)
- 2009: Zwei Ärzte sind einer zu viel: Der Schatz im Silbersee (TV-Reihe)
- 2009: Giulias Verschwinden
- 2009: Entführung in London (TV-Film)
- 2009: Schwarzwaldliebe (TV-Film)
- 2010: Der Alte – Tödliches Alibi (TV-Serie, eine Folge)
- 2010: Rock It!
- 2011: Tage die bleiben
- 2011: Holger sacht nix (TV-Film)
- 2011: Mord in bester Familie (TV-Film)
- 2012: Der Landarzt (TV-Serie, fünf Folgen)
- 2012: Der letzte Bulle (TV-Serie, eine Folge)
- 2012: Der Cop und der Snob (TV-Serie, eine Folge)
- 2012: Inga Lindström – Die Sache mit der Liebe (TV-Reihe)
- 2013: Der fast perfekte Mann
- 2014: Pettersson und Findus – Kleiner Quälgeist, große Freundschaft
- 2014: Die Mamba
- 2014: Für immer ein Mörder – Der Fall Ritter (TV-Film)
- 2014: Blütenträume (TV-Film)
- 2015: Schuld nach Ferdinand von Schirach (TV-Serie, Folge Volksfest)
- 2016: Pettersson und Findus – Das schönste Weihnachten überhaupt
- 2016: Wir sind die Flut
- 2016: Tatort: Durchgedreht (TV-Reihe)
- seit 2016: Der Kroatien-Krimi (TV-Reihe)
- 2017: Inga Lindström: Liebesreigen in Samlund (TV-Reihe)
- 2017: Der Alte – Schöner Schein (TV-Serie, eine Folge)
- 2017: SOKO Kitzbühel (TV-Serie, Folge Sport ist Mord)
- 2017: Ein Lächeln nachts um vier (TV-Film)
- 2018: Ein starkes Team: Tödlicher Seitensprung (TV-Reihe)
- 2018: Morden im Norden (TV-Serie, Folge Liebesblind)
- 2018–2019: Daheim in den Bergen (TV-Reihe)
- 2019: Der Alte (TV-Serie, Folge Das perfekte Opfer)
- 2019: Zimmer mit Stall – Berge versetzen (TV-Reihe)
- 2019: Inga Lindström – Familienfest in Sommerby (TV-Reihe)
- 2019: Die Toten von Salzburg – Wolf im Schafspelz (TV-Reihe)
- 2020: Anna und ihr Untermieter: Aller Anfang ist schwer (TV-Film)
- 2020: Die Heiland – Wir sind Anwalt (TV-Serie, Folge Der Mann im Wald)
- 2020: SOKO Köln (TV-Serie, Folge Romance)
- 2021: Der Dänemark-Krimi: Rauhnächte (TV-Reihe)
- 2022: Die Toten am Meer – Der Wikinger (TV-Reihe)
- 2023: Anna und ihr Untermieter: Wenn du träumst von der Liebe (TV-Reihe)
- 2023: Davos 1917 (TV-Serie)
- 2024: Morden im Norden (TV-Serie, Folge Verschwunden)
- 2024: Erzgebirgskrimi – Mord auf dem Jakobsweg (TV-Reihe)
- 2024: Die Toten am Meer – Tod an der Klippe (TV-Reihe)
- 2025: Anna und ihr Untermieter: Plötzlich Schwiegermutter (TV-Reihe)
- 2025: Friesland: Abdrift (TV-Reihe)